# Eiskunstlauf-Weltmeisterschaften 1906
Die 11. Eiskunstlauf-Weltmeisterschaften 1906 fanden für die Herrenkonkurrenz in München (Deutsches Kaiserreich) und für die Damenkonkurrenz in Davos (Schweiz) statt.
Die Herrenkonkurrenz war am 4. Februar 1906 auf dem Kleinhesseloher See statt, wobei die Kür bei starken Schneefall gelaufen werden musste. Ulrich Salchow trat nicht an, weil er befürchtete, dass in Gilbert Fuchs’ Heimatstadt München die Punktrichter nicht neutral und gerecht bewerten würden. Fuchs, der 1896 der erste Eiskunstlauf-Weltmeister geworden war, gewann zehn Jahre danach seinen zweiten und letzten Weltmeistertitel.
Zum ersten Mal in der Geschichte gab es eine Damenkonkurrenz, sie fand am 28. und 29. Januar statt. Madge Syers, die in der Herrenkonkurrenz 1902 hinter Ulrich Salchow schon Silber gewonnen hatte, wurde die erste Weltmeisterin.

## Ergebnisse

### Herren
| Platz | Sportler        | Land            |
| ----- | --------------- | --------------- |
| 1     | Gilbert Fuchs   | Deutsches Reich |
| 2     | Heinrich Burger | Deutsches Reich |
| 3     | Bror Meyer      | Schweden        |
| 4     | Karl Zenger     | Deutsches Reich |
| 5     | Per Thorén      | Schweden        |
| 6     | Anton Steiner   | Österreich      |
| 7     | Martin Gordan   | Deutsches Reich |

Punktrichter waren:
- C. Gützlaff   Deutsches Reich
- Ludwig Fänner  Österreich
- O. Henning  Deutsches Reich
- R. Holletschek   Deutsches Reich
- Otto Schöning  Deutsches Reich

### Damen
| Platz | Sportlerin               | Land                   |
| ----- | ------------------------ | ---------------------- |
| 1     | Madge Syers              | Vereinigtes Königreich |
| 2     | Jenny Herz               | Österreich             |
| 3     | Lily Kronberger          | Ungarn                 |
| 4     | Elsa Rendschmidt         | Deutsches Reich        |
| 5     | Dorothy Greenhough-Smith | Vereinigtes Königreich |

Punktrichter waren:
- E. Collingwood  Vereinigtes Königreich
- M. Holtz  Schweiz
- Tibor von Földváry  Ungarn
- Dr. H. Winzer  Deutsches Reich
- P. Birum  Schweiz

## Medaillenspiegel
| Platz | Land                   | Gold | Silber | Bronze | Gesamt |
| ----- | ---------------------- | ---- | ------ | ------ | ------ |
| 1     | Deutsches Reich        | 1    | 1      | –      | 2      |
| 2     | Vereinigtes Königreich | 1    | –      | –      | 1      |
| 3     | Österreich             | –    | 1      | –      | 1      |
| 4     | Schweden               | –    | –      | 1      | 1      |
| 4     | Ungarn                 | –    | –      | 1      | 1      |

## Quelle
- World figure skating championships 1900–1909 (men). Skatabase, archiviert vom Original am 11. Oktober 2008; abgerufen am 22. Mai 2018 (englisch).
- World figure skating championships 1906–1914 (ladies). Skatabase, archiviert vom Original am 4. Dezember 2008; abgerufen am 22. Mai 2018 (englisch).